# HV71
L'HV71 è un club di hockey su ghiaccio con sede a Jönköping, in Svezia.
Dall'anno 2000 l'impianto presso cui vengono disputate le partite casalinghe è la Kinnarps Arena, che sostituì la vecchia Rosenlundshallen.

## Storia
Il club è stato fondato nel 1971 in seguito alla fusione di due società preesistenti, rispettivamente Husqvarna IF e Vätterstads IK. Le lettere iniziali delle due squadre unite all'anno di nascita formano la sigla HV71. Inizialmente il nome scelto era Huskvarna/Vätterstads IF, poi fu deciso di abbreviarlo nell'attuale forma.
La prima fugace apparizione nella massima serie risale al 1979, subito seguita da una retrocessione. Al termine della stagione 1984-85 arrivò una seconda promozione in Elitserien, campionato in cui la squadra milita tuttora senza mai aver conseguito retrocessioni da quell'anno.
Il primo titolo nazionale fu conquistato nel 1995, nonostante l'8º posto in regular season: l'HV71 arrivò fino alla decisiva gara5 della finale playoff, vinta 3-2 sul Brynäs IF al tempo supplementare grazie alla rete di Johan Lindbom. Il secondo scudetto fu invece vinto nel 2004 ai danni del Färjestads BK, con un complessivo 4-3 nella serie finale. La squadra fu campione di Svezia anche nel 2008 e nel 2010, sconfiggendo rispettivamente Linköpings HC e Djurgårdens IF, in entrambi i casi con 4 partite a 2 vinte nella serie finale.

## Collegamenti esterni

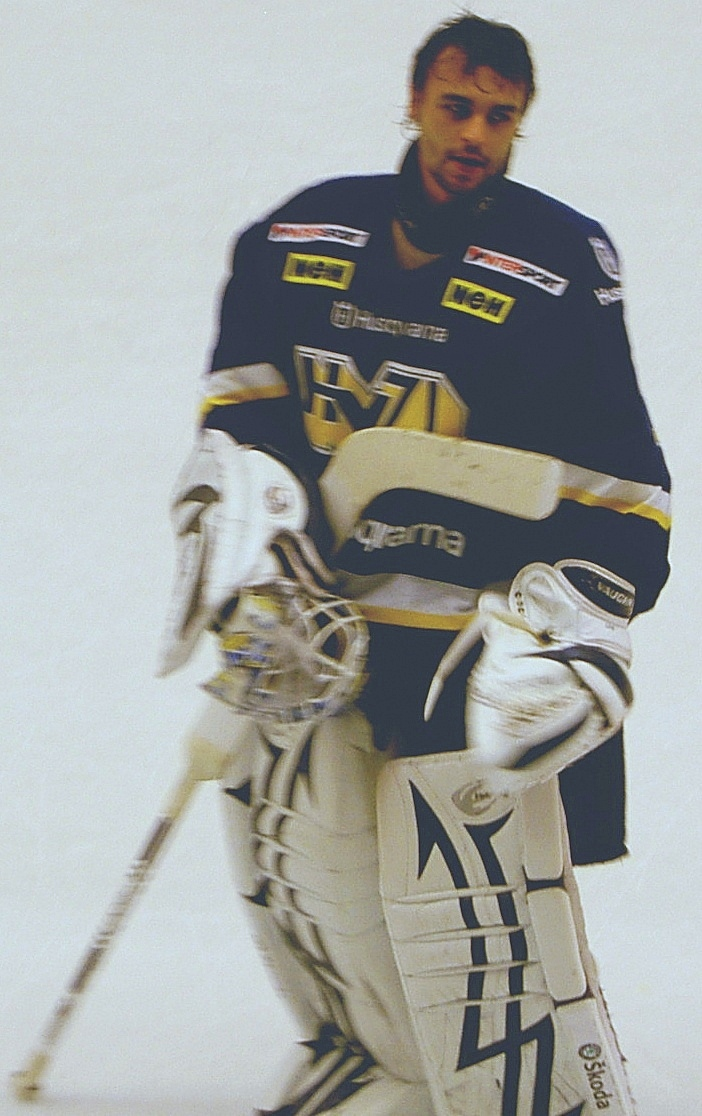
Stefan Liv, per anni portiere dell'HV71 e della nazionale, morì nello schianto della Lokomotiv Jaroslavl'

## Palmarès
- Campionati svedesi: 5

1995, 2004, 2008, 2010, 2017